# تشهاراب (مقاطعة دورة)
تشهاراب (بالفارسية: چهاراب) هي قرية تقع في قسم كشكان الريفي (مقاطعة دورة) في إيران. يقدر عدد سكانها بـ 216 نسمة بحسب إحصاء 2016.